# Pomorze Środkowe
Pomorze Środkowe – określenie stosowane w analizach gospodarczo-społecznych, mediach lokalnych i turystyce, opisujące część Pomorza zazwyczaj pokrywającą się z granicami byłych województw koszalińskiego i słupskiego, lub z granicami „dużego” województwa koszalińskiego z lat 1950–1975. Głównymi ośrodkami Pomorza Środkowego są Koszalin i Słupsk. Spopularyzowanie pojęcia wiąże się ze staraniami o utworzenie województwa środkowopomorskiego, prowadzonymi z różną intensywnością od reformy administracyjnej z 1999 roku.